# Painkiller (jogo eletrônico)
Painkiller é um jogo de tiro em primeira pessoa para PCs lançado no dia 12 de Abril de 2004. Foi publicado por DreamCatcher Interactive e desenvolvido pelo estúdio polonês People Can Fly. O jogo busca reproduzir a jogabilidade de jogos clássicos de tiro em primeira pessoa, como Doom e Quake.

## Dublagem
- Estúdio: Delart (RJ)
- Mídia: Cinema / VHS / Blu-ray / DVD / TV Paga / Televisão (TV Globo)
- Direção: Pádua Moreira
- Tradução: Solange Barbosa